# Cappella accademica statale di San Pietroburgo
La Cappella accademica statale di San Pietroburgo (in russo Государственная академическая капелла Санкт-Петербурга?) è la più antica istituzione musicale professionale russa tuttora in attività, con una storia che risale al 1476. Ha sede nella città di San Pietroburgo.

## Storia
Nel 1476 Ivan III fondò con un decreto un coro di diaconi presso la sua corte a Mosca. Nel 1479 al coro furono aggiunti i bambini. Il 12 agosto dello stesso anno il coro prese parte alla consacrazione della Cattedrale della Dormizione del Cremlino di Mosca. Il 16 maggio del 1703 il coro prese parte alla solenne celebrazione liturgica per la fondazione di San Pietroburgo. Nel corso del XVIII secolo diversi musicisti italiani lavorarono presso la Cappella: Baldassarre Galuppi, Tommaso Traetta, Giovanni Paisiello, Giuseppe Sarti, Domenico Cimarosa. Nel 1810 la Cappella si trasferì nella sua sede attuale, in un complesso di edifici nel lungofiume Mojka, che venne ricostruito tra il 1886 ed il 1889 su progetto di Leontij Benua. La sala da concerti della Cappella è ritenuta tra le migliori d'Europa per la sua acustica. Tra i musicisti che insegnarono e diressero nella Cappella nel XIX secolo vi furono Michail Glinka, Gavriil Lomakin, Milij Balakirev, Nikolaj Rimskij-Korsakov, Anatolij Ljadov, Anton Arenskij. Nel 1920 nel coro della cappella furono ammesse le donne. Nel 1991 fu creata l'orchestra sinfonica della Cappella.

## Denominazioni
- Coro dei diaconi cantanti del sovrano (dal 1479)
- Coro di Corte (dal 1701)
- Cappella di canto della Corte Imperiale (dal 15 ottobre 1763)
- Accademia corale popolare di Pietrogrado (dal 31 luglio 1918)
- Cappella statale di Pietrogrado (dal 1 maggio 1922)
- Cappella statale accademica di Pietrogrado (dal 19 ottobre 1922)
- Cappella statale accademica di Leningrado (dal 26 gennaio 1924)
- Cappella statale accademica di Leningrado "M. I. Glinka" (dal 27 maggio 1954)
- Cappella di canto di San Pietroburgo (dal 6 giugno 1991)
- Cappella accademica statale di San Pietroburgo (dal 12 febbraio 1992)